# Марьяновка (Захарьевский район)
Марья́новка (укр. Мар'янівка) — село, относится к Захарьевскому району Одесской области Украины.
Население по переписи 2001 года составляло 108 человек. Почтовый индекс — 66710. Телефонный код — 4860. Занимает площадь 0,75 км². Код КОАТУУ — 5125283001.

## Местный совет
66710, Одесская обл., Захарьевский р-н, с. Марьяновка